# Jonathan Biss
Jonathan Biss (18 de septiembre de 1980) es un pianista, profesor y escritor estadounidense radicado en Nueva York. Su hermano, Daniel Biss, es miembro del Senado de Illinois por el distrito 9.

## Infancia y educación
Biss nació en una familia de músicos en Bloomington, Indiana. Su abuela paterna fue uno de las primeras violonchelistas conocidas, la violonchelista rusa Raya Garbousova, para quien Samuel Barber escribió su concierto para violonchelo y orquesta. Sus padres, Miriam Fried y Paul Biss, son violinista y viola respectivamente.  Jonathan pensaba de niño que «los sonidos eran un medio de comunicación más perfecto que las palabras».

Después de estudiar en la Universidad de Indiana, donde sus padres enseñaban, Biss entró en el Instituto de Música Curtis, a la edad de 17 años, para estudiar con Leon Fleisher. Entrevistado por El New York Times en 2011 sobre el debut de Biss en el Carnegie Hall, Leon Fleisher, dijo de su alumno:
"Su capacidad e interés le hacen ir a por cosas de gran trascendencia y sublimidad. Me hizo una gran impresión. Tomó un muy saludable camino que se inició con la música de cámara, tanto con su madre y luego más extensamente en lugares como Ravinia y Marlboro, y llegó a ser conocido por los maestros de la profesión como alguien a quien seguir".

## Carrera
Biss hizo su recital de debut en Nueva York el año 2000 en la sala 92nd Street Y. A principios de 2001, actúa con la Filarmónica de Nueva York bajo la dirección de Kurt Masur. Su carrera en Europa se inició en 2002, cuando se convirtió en el primer estadounidense en ser seleccionado como uno de los Artistas de la Nueva Generación de la BBC, ganando un Premio del Borletti-Buitoni Trust al año siguiente. Hizo su recital de debut en el Carnegie Hall en enero de 2011.
Ha aparecido con las mejores orquestas en los Estados Unidos, incluyendo la Filarmónica de Los Ángeles y la Filarmónica de Nueva York; la Sinfónica de Boston, la Sinfónica de Chicago, y la de San Francisco, la Orquesta de Cleveland y la de Filadelfia. Biss es un invitado frecuente en Europa, donde se ha presentado con la Orquesta Filarmónica de Londres, la BBC Symphony Orchestra, la Orquesta Sinfónica de Londres, así como con el Concertgebouw de Ámsterdam, la Filarmónica de Róterdam, la Filarmónica de Oslo, Swedish Radio Symphony Orchestra, Orquesta del Festival de Budapest, Staatskapelle de Berlín, Staatskapelle Dresden, Gewandhausorchester Leipzig y la Deutsches Symphonie-Orchester de Berlín. Entusiasta intérprete de música de cámara, Biss ha aparecido con artistas de renombre como Mitsuko Uchida, Leon Fleisher, Richard Goode, Midori, Alisa Weilerstein y Kim Kashkashian.
En 2009 publica un álbum centrado en la música de piano de Schubert, de la que dice:
«Para mí, Schubert es quizás el compositor más poderoso en términos emocionales: con tan sólo 31 años de vida fue capaz de componer casi un millar obras, algunas de las cuales son piezas clave en la historia de la música, son verdaderas obras maestras… Me resulta incomprensible cómo un ser humano es capaz de hacer tanto, claro que Schubert se elevó a la categoría de genio. Cuando interpreto a Schubert me doy cuenta del alto grado de dolor con el que Schubert vivió su propia vida, una tensión interior casi insoportable, pero que él supo trascender gracias a la música. Esta lección es un regalo maravilloso para el intérprete… Creo que para mí, sería imposible vivir con una sensibilidad así, con esa carga, con un dolor existencial tan profundo como el de Schubert»
En 2010, Biss fue nombrado profesor de la facultad de piano en su alma mater, el Instituto de Música Curtis, en la cátedra de la familia Neubauer. Como parte de su carrera docente, Jonathan Biss se convirtió en el primer músico clásico en colaborar con Coursera. Juntos crearon la Exploración de las Sonatas de Piano de Beethoven, un curso libre de vídeo sobre varias de las más famosas sonatas de Beethoven. El curso ha llegado a más de 100.000 estudiantes en más de 160 países. Bliss va a continuar añadiendo conferencias hasta que cubra todas las sonatas de Beethoven.
A lo largo de su carrera, Biss ha sido particularmente notable por su enfoque inmersivo en los compositores. En 2011, en el aniversario de Beethoven, dio a conocer el eBook La sombra de Beethoven , de 19.000 palabras, que es una meditación sobre el arte de la interpretación de sus sonatas para piano. Biss fue el primer músico clásico en ser encargado de escribir un eBook. Poco después, en enero de 2012, el sello discográfico Onyx ha publicado la primera de sus grabaciones completas de las Sonatas de Beethoven. El disco fue el primero de una serie de nueve discos en ser lanzado durante varios años. El crítico Sam Jacobson ha dicho sobre la esta integral interpretada en vivo en el Festival de Ravinia:
"Biss toca con un indiscutible rigor intelectual, pero esto fue cuidadosamente templado por un emocionalismo rico y la cantidad justa de talento dramático. Estaba muy claro cuánto significado profundo tienen estas obras para él. Y, si este recital fue una indicación, ya que se ha comprometido con todo el ciclo de memoria, representa una hazaña impresionante en sí misma. El baremo está en lo alto para las actuaciones restantes, y esto promete ser una exploración memorable y profundamente gratificante de este pináculo del arte occidental".
Biss ha dedicado su temporada 2012-2013 a Robert Schumann, declarando que es "un fanático de cada nota que Schumann escribió." El proyecto fue titulado "Schumann: Bajo Influencia" y explora la influencias de Schumann y su legado. Biss hizo una serie de conciertos a nivel internacional, con obras de los predecesores de Schumann, como Mozart, Beethoven, y Purcell, y los compositores que han sido influenciados por su música como Leoš Janáček, Alban Berg y compositores contemporáneos György Kurtág y Timo Andres. Como parte del proyecto, Biss escribió un eBook titulado Un pianista bajo influencia. El trabajo explica su relación permanente, intensa, y de múltiples capas con la música del compositor y fue comentado en Slate. Biss también lanzó un álbum de Schumann y Dvořák con el Cuarteto de Cuerda Elias.
Biss es también un defensor de la nueva música. Ha encargado piezas como Lunaire Variations de David Ludwig, Interludio II de Leon Kirchner, Wonderer de Lewis Spratlan, y Tres piezas para piano y un concierto de Bernard Rands, que estrenó con la Orquesta Sinfónica de Boston. también ha estrenado un quinteto con piano de William Bolcom. Biss ha lanzado Beethoven/5, con la Saint Paul Chamber Orchestra una propuesta a cinco compositores para escribir nuevos conciertos de piano, cada uno inspirado en uno de los cinco conciertos para piano de Beethoven. En cinco años, Biss estrenará los nuevos conciertos de Timo Andres, Sally Beamish, Salvatore Sciarrino, Caroline Shaw, y Brett Dean, emparejados cada uno con un concierto de Beethoven.
Biss ha comenzado a examinar, en concierto y académicamente, el concepto de "último estilo," de un compositor, centrándose en los músicos que tomaron direcciones sorprendentes hacia el final de sus vidas. Ha creado varios programas de las obras tardías de Bach, Beethoven, Brahms, Britten, Elgar, Gesualdo, Kurtág, Mozart, Schubert y Schumann, que interpreta con el Cuarteto Brentano y Mark Padmore en el Reino Unido, Italia, los Países Bajos, y a través de los Estados Unidos. También ha dado clases magistrales en conexión con la idea de último estilo y publicado un ebook sobre el tema.

## Premios
- 1997: Wolf Trap's Shouse Debut Artist award
- 1999: Avery Fisher Career Grant
- 2002: Lincoln Center's Martin E. Segal Award
- 2002: Gilmore Young Artist Award
- 2003: Borletti-Buitoni Trust Award
- 2002–2004: member of BBC Radio 3 New Generation Artists scheme
- 2005: Leonard Bernstein Award

## Discografía
- 2004 – Beethoven & Schumann: Piano Works. Jonathan Biss, EMI Classics.[44]
- 2007 – Beethoven: Piano sonatas. Jonathan Biss, EMI Classics.[45]
- 2007 – Schumann Recital: Fantasie, Kreisleriana & Arabeske. Jonathan Biss, EMI Classics.
- 2008 – Mozart: Piano concertos núms. 21 y 22. Jonathan Biss y Orpheus Chamber Orchestra. EMI Classics.[46]
- 2009 – Schubert: Sonata para piano, D. 959; Sonata para piano en do mayor 'Reliquie' D. 840; y dos Kurtág miniaturas para piano. Jonathan Biss, en vivo desde el Wigmore Hall, WHLive0030.[47]
- 2012 – Schumann: Piano Quintet; Dvořák: Quinteto con piano n.º 2. Jonathan Biss y Cuarteto Elias, Onyx Clásicos.
- 2012 – Beethoven: Piano Sonatas Vol. 1 Núms. 5, 11, 12 'Marcha fúnebre' y 26 'Los adioses'. Jonathan Biss, Onyx Clásicos.[48]
- 2013 – Beethoven: Piano Sonatas Vol. 2 Núms. 4, 14 'Claro de luna' y 24 'A Teresa'. Jonathan Biss, Onyx Clásicos.
- 2014 – Beethoven: Piano Sonatas Vol. 3 Núms. 15 'Pastoral', 16 y 21 'Waldstein'. Jonathan Biss, Onyx Clásicos.[49]
- 2015 – Beethoven: Piano Sonatas Vol. 4 Núms. 1, 6, 19 y 23 'Appassionata'. Jonathan Biss.
- 2015 – Beethoven: Piano Sonatas Vol. 5 Núms. 3, 25, 27 y 28. Jonathan Biss.